# 包科尼沙尔卡尼
包科尼沙尔卡尼（匈牙利語：Bakonysárkány）是匈牙利科马罗姆-埃斯泰尔戈姆州所辖的一个村。总面积14.13平方公里，总人口940，人口密度66.5人/平方公里（2011年1月1日）。